# 小西綾
小西綾（こにし あや、1904年9月7日－2003年11月3日）は、実践的な女性解放運動家。
各地を講演し多くのファンを持った。全ての女たちへ「自分の頭で考える」「マイナスもプラスに転化できる」というエールを送り続けた。女性は差別されて当然、選挙権も人権もなく、もちろんセクハラという言葉もなかった困難な時代の中で、自立と自由を素手でつかみとり、戦前には同僚の女性を守る闘いをした。
戦後は組織に頼らない語り部として、さらに70歳を超えてウーマンリブ世代と交流を持ち、新しい活動を始めた。自分の目で見て考えて、世間の常識をでんぐり返し、「どうしたら女性がより人間らしく、幸せに生きられるか」を話し続け、若い世代に橋を架けようとした。
最後に残したメッセージは『みなさん　こんないい時代はありません　お手本のない時代です　自分の頭で考えて生きてください』である。

## 年表
- 1904年　9月7日　大阪に生まれる[1]
- 1919年　父死去
- 1920年　姉死去。女学校を中退。弟妹を養うため母とともに鐘紡で事務職として働く
- 1925年　同僚の女性のために闘い、炊事場へ左遷される。このとき社会の男女差別について自覚する。
- 1928年　収入を得るため、勤めを続けながら喫茶・麻雀店を開店
- 1930年　ストライキの首謀者として鐘紡を解雇される。新築地劇団の関西後援会を結成
- 1932年　結婚
- 1934年　長男誕生
- 1936年　離婚。弟妹が就職したので、自分の勉強をしようと喫茶店を売却。新築地劇団のマネージャーになる
- 1940年　新劇までが弾圧の対象となり、劇団員とともに検挙され25日間拘留される。軍需工場（鉄工所）、製薬会社で働く
- 1945年　敗戦。『よっしゃ、これからは婦人の解放や』と決意。41歳。
- 1946年　総選挙で婦人議員擁立のため大阪で活動
- 1947年　「関西自由懇話会」を始める
- 1948年　「関西婦人民主クラブ支部」を結成
- 1949年　「近代女性講座」を始める
- 1951年　婦人民主クラブに呼ばれて上京、書記長になる。47歳。
- 1952年　駒尺喜美（27歳）と低所得者住居「大塚女子アパート」で同居始める
- 1953年　婦人民主クラブを分裂問題で辞める。婦人解放運動家として個人で活動を開始
- 1955年　広島で「母と女教師の会」、農村や働く女性の集まりで話す活動を始める。広島で女性グループ「銀河の集い」を結成。「市民大学講座」など広島との付き合いは断続的に1960年代まで続く。
- 1959年　母死去
- 1966年　駒尺喜美と文京区駒込へ転居
- 1969年　国立市市民講座「新聞を読む会」を始める（1979年まで）
- 1976年　第2回「魔女コンサート」に参加、講演。年齢を超えて、ウーマンリブの若い世代とつながった。72歳。
- 1977年　駒尺喜美と新宿区神楽坂に「56番館」（女性の集まりのために開放した自宅の一室の呼称）を開く。前年に引き続き、第3回「魔女コンサート」に参加
- 1978年　新聞を読んで考える会「でんぐりがえ史」を始める（1980年まで）。中高年のための「ディスコぱーてぃどん」も始める
- 1979年　「魔女の審判」を駒尺喜美と共著で出版
- 1980年　女の展覧会「花ふぶき」に参加、講演。若い世代との交流を深め、男女差別の実態を解明していく
- 1981年　56番館にてウーマンリブ世代と週1回、夕食を囲みながら「あっ、わかったの会」を始める(1991年まで)
- 1984年　「ザ・ショー 女のルネッサンス」に主催者の一員として参加、講演。
- 1985年　前年に引き続き「女のルネッサンスPartII 2020年発不思議の旅」に同様に参加、講演。
- 1987年　講演集「女、あんたが主人公―小西綾　おおいに語る―」を出版
- 1990年　アメリカへ。シニアライフを視察
- 1991年　駒尺喜美と大阪へ転居、「わかったぷらんにんぐ」を設立、「ウーマンズスクール」を開校、校長になる。87歳。
- 2001年　「わかったぷらんにんぐ」「ウーマンズスクール」閉じる
- 2003年　春、駒尺喜美が提唱したシニアハウス「友だち村」（伊豆市）へ転居。11月3日死去。99歳。駒尺喜美との共同生活は50年に及んだ。

## 出版物
- 駒尺喜美との共著『魔女の審判』エポナ出版（1975）がある
- しかし小西綾を知るためには、駒尺喜美と「あっ、わかったの会」が編集した講演集『女、あんたが主人公―小西綾　おおいに語る―』松香堂書店（1987）が有用である。